# Institutul pentru Politici Publice
Institutul pentru Politici Publice (IPP) este o organizație neguvernamentală cu sediul în București care militează pentru creșterea calității proceselor de elaborare a politicilor publice în România.
Organizația desfășoară activități de cercetare, de advocacy și de promovare în domenii precum: reforma administrației publice, transparența instituțiilor, integritatea aleșilor și a funcționarilor, IPP este una dintre cele mai obiective dar și incisive organizații din România, fiind recunoscută ca o autoritate în domeniile sale de excelență.
Pe lângă activitatea curentă, IPP are două departamente:
- Divizia de consultanță/asistență tehnică pentru autorități publice, care oferă servicii integrate de evaluare a performanței administrațiilor locale în managementul serviciilor proprii, precum și asistență de specialitate/consultanță în pregătirea documentației tehnice și financiare pentru accesarea fondurilor europene.
- Divizia de cercetări sociologice, care se ocupă cu servicii specializate de anchetă sociologică - sondaje (eșantionare, ancheta de teren, prelucrare statistică a datelor, interpretări cantitative și calitative) și focus-grupuri.